# Rekcin
Rekcin – osada w Polsce położona w województwie pomorskim, w powiecie gdańskim, w gminie Pruszcz Gdański w pobliżu drogi wojewódzkiej nr 222.

## Historia
Historyczne nazwy Rekcina to: Krukowitz (1338 r.), Regkczyn (1472 r.), Rexyno (1526 r.), Rekckczin (1570 r.), Rexszin (1584 r.), Rekcin (1597 r., 1692 r.), Rekcino (1648 r.), Rekczyn (1710 r.), Retcin (1717 r.), Rexin (1740 r.), Recino (1749 r.), Reksyn.
Dokument lokacyjny wsi pochodzi z 1338 roku. Pierwotnie był to majątek rycerski podległy kasztelanii gdańskiej. Pierwsze dokumenty pisane pochodzą z 1400 roku dotyczą zobowiązań wojskowych przez wieś wobec Krzyżaków. Inne dokumenty spisane na tabliczkach woskowych związane są ze sprawami sądowymi komturstwa w Gdańsku i mówią o Marquarcie von Rexin i Hansie von Ryxin. Pochodzą one z 1398 i 1411 roku.
Znani są właściciele wsi w XVIII i XIX wieku: Johann Gerhard von Brandis, Sartawski, Piwnicki, Bystram, Parpart, Pogwish, Siwert, Richter, Behrendt, Tornier, Bertram, Schwarz.
W 1856 roku we wsi mieszkało 96 osób, a powierzchnia majątku liczyła 1129,46 morgów. W 1869 zanotowano 127 osób, w 1905 roku - 191, a w 1910 roku - 158.
W 1887 roku po reformie administracyjnej weszła w skład powiatu Danziger Höhe i podlegała obwodowi w Żuławie. W 1920 roku znalazła się w granicach utworzonego Wolnego Miasta Gdańska, a we wrześniu 1939 roku została wcielona do Rzeszy.
W latach 1975–1998 miejscowość administracyjnie należała do województwa gdańskiego. W czasach PRL-u wieś pegeerowska. Obecnie większość mieszkańców pracuje w aglomeracji gdańskiej w przemyśle i usługach. Na terenach popegeerowskich powstały zakłady przemysłu drzewnego oraz magazyny rolnicze. Wieś przynależy do parafii w Żuławie.
W 2015 kosztem 113 tys. zł dokonano rewitalizacji znajdującego się we wsi parku podworskiego.
Na terenie wsi dokonano w XIX wieku odkrycia archeologiczne datowane na epokę wczesnego żelaza.